# Pseudotorymus frontinus
Pseudotorymus frontinus är en stekelart som först beskrevs av Walker 1851.  Pseudotorymus frontinus ingår i släktet Pseudotorymus och familjen gallglanssteklar. Inga underarter finns listade i Catalogue of Life.